# Kanadische Badmintonmeisterschaft 2009
Die Kanadische Badmintonmeisterschaft 2009 fand vom 29. bis zum 31. Januar 2009 in Laval statt.

## Finalergebnisse
| Disziplin    | Sieger                     | Finalist                    | Ergebnis          |
| ------------ | -------------------------- | --------------------------- | ----------------- |
| Herreneinzel | Andrew Dabeka              | David Snider                | 21:11 21:15       |
| Dameneinzel  | Anna Rice                  | Michelle Li                 | 21:14 21:18       |
| Herrendoppel | William Milroy Toby Ng     | Kyle Hunter Timothy Ma      | 21:5 21:11        |
| Damendoppel  | Milaine Cloutier Grace Gao | Alexandra Bruce Michelle Li | 17:21 21:19 21:11 |
| Mixed        | William Milroy Fiona McKee | Toby Ng Grace Gao           | 17:21 21:11 21:16 |